# Kloster Le Gard
Das Kloster Le Gard war eine Zisterzienserabtei in der Gemeinde Crouy-Saint-Pierre im Département Somme, Region Hauts-de-France, in Frankreich. Im 19. Jahrhundert und zu Beginn des 20. Jahrhunderts war es ein Trappistenkloster, dann eine Kartause der Kartäuserinnen. Es lag rund 16 km nordwestlich von Amiens am Hang am südlichen Ufer der Somme.

## Geschichte
Die im Jahr 1137 von Gérard de Picquigny, Vidame d’Amiens, gestiftete und mit Mönchen aus Kloster Cherlieu besiedelte Abtei gehörte der Filiation der Primarabtei Clairvaux an. Sie besaß die Grangien Quesnot, Hermilly, Valheureux, la Vicogne und Longuevillette. Kriegerische Auseinandersetzungen zwangen zur Anlage von Stadthäusern in Abbeville („Le Petit Gard“ aus dem Jahr 1250, in dem die erste Druckerei der Picardie eingerichtet wurde) und Amiens. Von 1657 bis zu seinem Tod 1661 war Jules Mazarin Kommendararabt von Le Gard. In der Mitte des 18. Jahrhunderts mussten der verfallene Kreuzgang und das Dormitorium abgebrochen werden. Von 1752 bis 1762 wurde ein Teil der Gebäude neu errichtet. In der Französischen Revolution lebten nurmehr 10 Mönche im Kloster, das der Auflösung verfiel, verkauft und teilweise abgebrochen wurde.
1816 wurde die Abtei als Trappistenkloster von Kloster Darfeld wiedergegründet, und die Trappisten blieben bis 1845. 1826 gründete sie das Tochterkloster Kloster Mont des Cats in Godewaersvelde in Französisch-Flandern nahe der belgischen Grenze sowie 1828 Bellevaux in der Diözese Besançon und Kloster Saint-Sixte in der Diözese Brügge. 1845 übersiedelten sie in das Kloster Sept-Fons.
1846 gründete François Libermann in den Gebäuden das Scholastikat (Studienhaus) der Spiritaner, später war ein Waisenhaus in der Abtei untergebracht. Von 1869 bis 1906 lebten und beteten dort Kartäuserinnen. Aufgrund des Gesetzes vom 1. Juli 1901 (Artikel 13–18 über die Ordensgemeinschaften) mussten sie Frankreich verlassen. Sie fanden in Burdinne in Belgien Zuflucht, bis sie nach Frankreich zurückkehren durften und 1927 das Kloster Nonenque gründeten.
Nach der Vertreibung der Kartäuserinnen verfielen die Klostergebäude. 1967 begann deren Wiederherstellung. 1969 erfolgte die Klassifizierung als Monument historique. 2001 wurden die verbliebenen Gebäude zum Umbau in Wohnungen verkauft; die Ruinen der Abteikirche wurden damals gesichert.

## Bauten und Anlage
Die barocke Klosterkirche wurde nach der Revolution zur Ruine, aber nach 1816 wieder aufgebaut. Nach 1906 verfiel sie wiederum, ihre Umfassungsmauern stehen allerdings noch aufrecht. Nördlich der Kirche steht der große Corps de logis und neben ihm ein Teil des Kreuzgangs. Das bewegliche Inventar der Kirche gelangte in die Kirchen von Hangest-sur-Somme und Crouy.